# Saint-Philbert-sur-Boissey
Saint-Philbert-sur-Boissey – miejscowość i gmina we Francji, w regionie Normandia, w departamencie Eure.
Według danych na rok 1990 gminę zamieszkiwały 154 osoby, a gęstość zaludnienia wynosiła 51 osób/km² (wśród 1421 gmin Górnej Normandii Saint-Philbert-sur-Boissey plasuje się na 745. miejscu pod względem liczby ludności, natomiast pod względem powierzchni na miejscu 840.).